# LifeTV
A LifeTV a Progress Media Kft.-hez tartozó Media Vivantis Zrt. általános szórakoztató csatornája, társcsatornája a szórakoztató és ismeretterjesztő OzoneTV.
A csatorna hangja Life Networkként Varga Rókus, 2017-től 2019-ig Peller Mariann, 2019-től 2020-ig Spilák Klára volt. Jelenlegi csatornahangja Kiss Márti, néhány ajánló azonban az Ozone TV hangjával, Bodrogi Attilával készül.

## Története
A csatorna indulása előtt követően 2009. július 24-én a logót, míg november 20-án a csatorna szlogenjét védették le. A csatorna 2009. szeptember 28-án indult, kezdetben csakis életmód kategóriával. Manapság valóságshowkat, talkshowkat és televíziós sorozatokat sugároz. Manapság a csatorna eredeti életmód-egészség-gasztronómia tematikájára a Keverd újra, Buday! című magazin ismétlései utalnak.
Jelenlegi nevét 2017. május 1. óta vette fel, azelőtt LifeNetwork néven sugárzott.
2018. január 11-től az Atmedia értékesíti a LifeTV és az OzoneTV csatornák reklámidejét, korábban az RTL Saleshouse látta el ezt a feladatot.
2019. október 14-én a csatorna arculatot és logót váltott, melyeket a Play Dead tervezett.
A műsorokért 2020 májusától 2022 júniusáig Hajdú Péter felelt.
A Life TV 2021. február 1-jétől reggeli műsorral erősített Ébredj velünk címmel, mely műsorvezetői Ábel Anita, Hajdu Steve, Csonka András és Holdampf Linda lettek. 2021. áprilisától Bereczki Zoltán lett az Ébredj velünk új férfi műsorvezetője, Hajdu Steve-et váltva, aki a Bréking csapatába került.
2021. november 16-án a Progress Media Hungary Kft.-hez került a csatorna. 2022. június 27-én létszámleépítés történt: távozott Hajdú Péter vezérigazgató és a csatorna összes műsorvezetője, ezen kívül megszűntek a csatorna saját gyártású műsorai is. A vezérigazgató pozíciót Szabó Péter volt terjesztési igazgató vette át.

## Logói

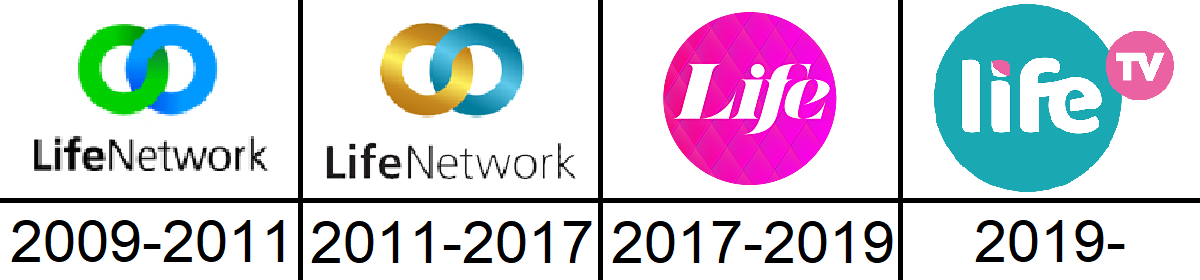
A LifeTV logói 2009-től napjainkig

## Saját gyártású műsorok
- A Séf hangja
- Activity Ábel Anitával
- Borjour
- Bréking
- Buday főz
- Carlife
- Ébredj velünk
- Ébredj velünk extra
- Férfi titkok Várkonyi Andinál
- Fitt Life
- FittMami
- Frizbi
- Hello Hollywood
- Keverd újra, Buday!
- Lángelmék
- Lázár Chef
- Life extra
- Motivátorok
- Női titkok Várkonyi Andinál
- Nyugi! Köztünk marad...
- Old(s)cool
- Otthon Neked
- Otthon Trend
- Összezárva Hajdú Péterrel
- Őszintén Joshival!
- Potyautas
- Spirit
- Vacsorakirály
- Van életünk

## Műsorvezetők
| Műsorvezető          | Műsorai                                                    |
| -------------------- | ---------------------------------------------------------- |
| Ábel Anita           | Ébredj velünk, Activity Ábel Anitával                      |
| Bay Éva              | Old(s)cool                                                 |
| Bereczki Zoltán      | Ébredj velünk                                              |
| Berki Krisztián      | Bréking                                                    |
| Budai Péter          | Keverd újra, Buday!                                        |
| Csonka András        | Ébredj velünk                                              |
| Demcsák Zsuzsa       | Bréking                                                    |
| Esztergályos Cecília | Old(s)cool                                                 |
| Faragó Melinda       | Fitt Life, Otthon Neked                                    |
| Földi Lin            | Motivátorok                                                |
| Hajdú Péter          | Frizbi, Összezárva Hajdú Péterrel                          |
| Garami Gábor         | Potyautas                                                  |
| Hajdu Steve          | Ébredj velünk, Bréking                                     |
| Holdampf Linda       | Ébredj velünk, Bréking                                     |
| Joshi Bharat         | Ébredj velünk extra, Őszintén Joshival!                    |
| Karda Bea            | Old(s)cool                                                 |
| Kiss Virág           | FittMami                                                   |
| Kocsis Korinna       | Időjárás                                                   |
| Kovács Áron          | Lángelmék                                                  |
| Kovács Lázár         | Lázár Chéf                                                 |
| Nagy Réka            | Időjárás, Carlife                                          |
| Návai Anikó          | Hello Hollywood!                                           |
| Peller Mariann       | Lélekközösség Peller Mariannal                             |
| Sass Dani            | Vacsorakirály                                              |
| Somogyi Zoltán       | Motivátorok                                                |
| Szabó Dóra           | Bréking                                                    |
| Szily Nóra           | Egy Kávé Szily Nórával                                     |
| Szulák Andrea        | Nyugi, köztünk marad!                                      |
| Talum Fruzsina       | Borjour                                                    |
| Várkonyi Andrea      | Női titkok Várkonyi Andinál, Férfi titkok Várkonyi Andinál |
| Vastag Csaba         | Hello Hollywood!                                           |